# Abdelali Abdelmoula
 (décembre 2011).
Si vous disposez d'ouvrages ou d'articles de référence ou si vous connaissez des sites web de qualité traitant du thème abordé ici, merci de compléter l'article en donnant les références utiles à sa vérifiabilité et en les liant à la section « Notes et références ».
Abdelali Abdelmoula est un homme d'affaires et homme politique marocain, né le 15 mai 1948 à El Jadida et mort le 9 février 2024.

## Biographie
Abdelali Abdelmoula a exercé la fonction de PDG de l'ex-Comarit. Lors des élections législatives marocaines de 2011, il était tête de liste du PJD dans la circonscription de Sidi Kacem et a été élu député.